# Six Flags Magic Mountain
Six Flags Magic Mountain es un parque temático ubicado en Valencia, en Santa Clarita, California, Estados Unidos. Es el parque de atracciones con más montañas rusas del mundo.
Se abrió en el fin de semana del Memorial Day, el 29 de mayo de 1971 con el nombre de Magic Mountain, por la compañía Newhall Land and Farming Company. En 1979 fue comprado por Six Flags y cambió su nombre a Six Flags Magic Mountain.
Es el mayor parque manejado por la compañía Six Flags. Además, es el único que está abierto todo el año.

## Historia

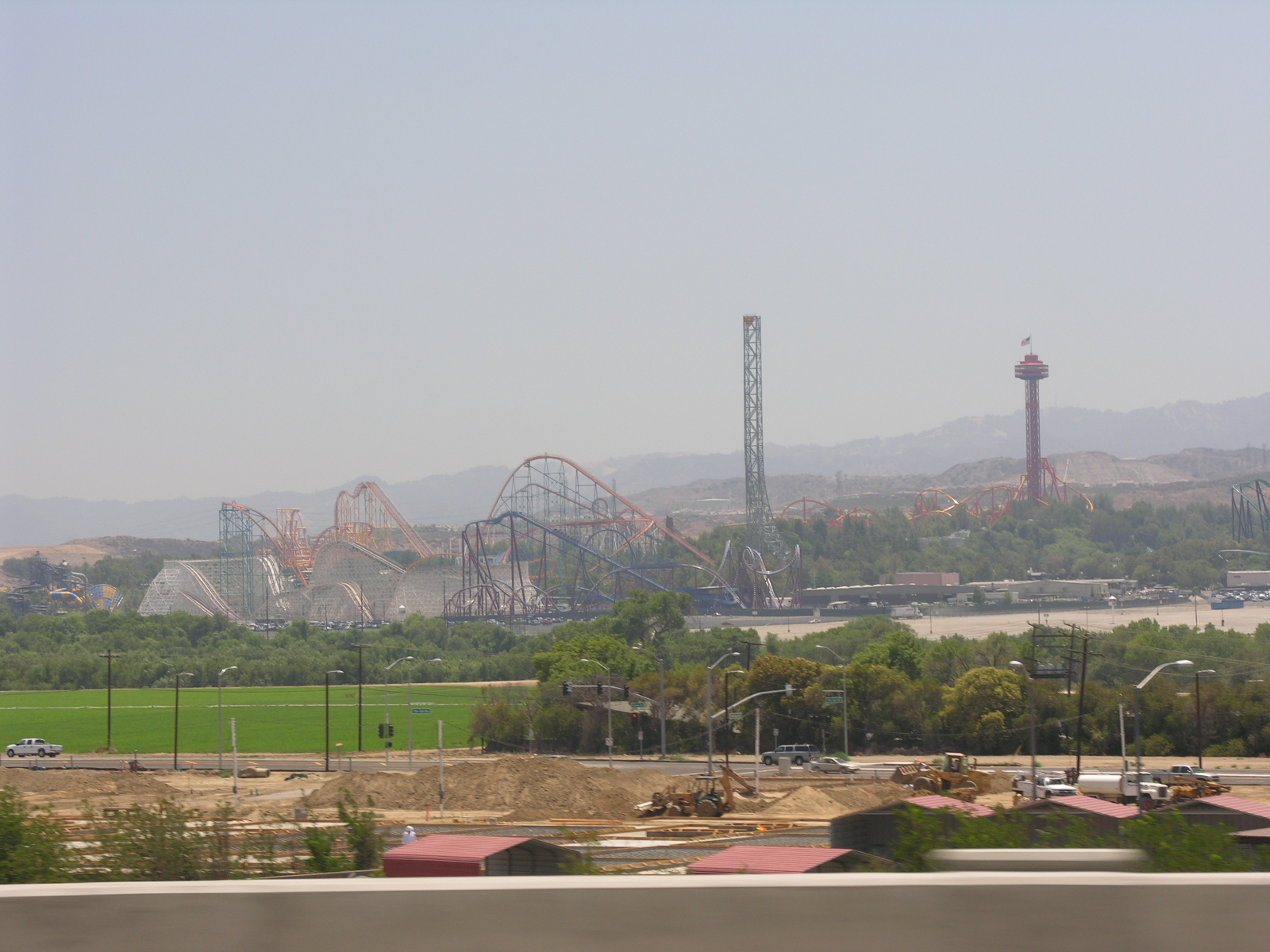
Magic Mountain desde la autopista Interstate 5

Cuando el parque abrió, había 500 empleados y 33 atracciones, muchas de las cuales fueron diseñadas por Arrow Development Co. que había diseñado y construido muchas de las atracciones en Disneyland. El precio de admisión en 1971 era de $5 dólares para los adultos, y $3.50 por niños entre la edad de 3 y 12 años. Como el parque se encuentra en una zona relativamente alejada del condado de Ventura, la línea de autobuses Greyhound bus line ofrece transporte desde y hacia el parque partiendo de su estación en Los Ángeles, así como el norte de California, y opcionalmente ofrece poder comprar el boleto de admisión junto con el boleto del autobús.
Cuando el parque fue inaugurado en 1971, los juegos y atracciones incluían Goldrusher, una montaña rusa de acero, El Log Jammer un juego de lanchas en forma de tronco en un canal de agua, la torre Sky Tower observation tower, El Grand Prix (similar a la atracción Autopía en Disneyland), El Bumpo (botes chocones en un pequeño lago), un Carousel, y otros juegos pequeños. Había cuatro medios de transporte en el parque, el – Funicular – un tren tirado por un cable renombrado más tarde Orient Express, El Metro – con tres estaciones para este monorriel alrededor del parque que pasaban por el lago Whitewater, la feria nacional y en la región montañosa del parque. En esta misma zona montañosa se tenía las estaciones del "Eagles Flight" – que eran góndolas que colgaban de un cable parecidas a las que hay en las montañas para esquiar; combinaba dos estaciones, la más larga iba hacia el norte a la estación Galaxy, y el más corto hacia el oeste a la estación El Dorado. El teatro Showcase Theater (renombrado como Golden Bear Theater), era parte de las atracciones originales del parque y Barbara Straisend fue la primera de muchas estrellas que se presentaron en el parque durante años.
En 1971 el parque obtuvo permiso de la Warner Bros. par usar a los Looney Tunes como mascotas. Pero no los utilizó por lo menos durante los siguientes 10 años. En lugar de eso, en 1972, comenzaron a utilizar botargas de trolls como mascotas del parque. Los trolls eran el Rey Blop, o rey de los trolls, Bleep, Bloop, y un mago que se convirtieron en símbolos icónicos del parque. Estos personajes fueron usados hasta 1985. Pero también en 1972, un segundo juego de agua con botes llamado Jet Stream se añadió al parque.

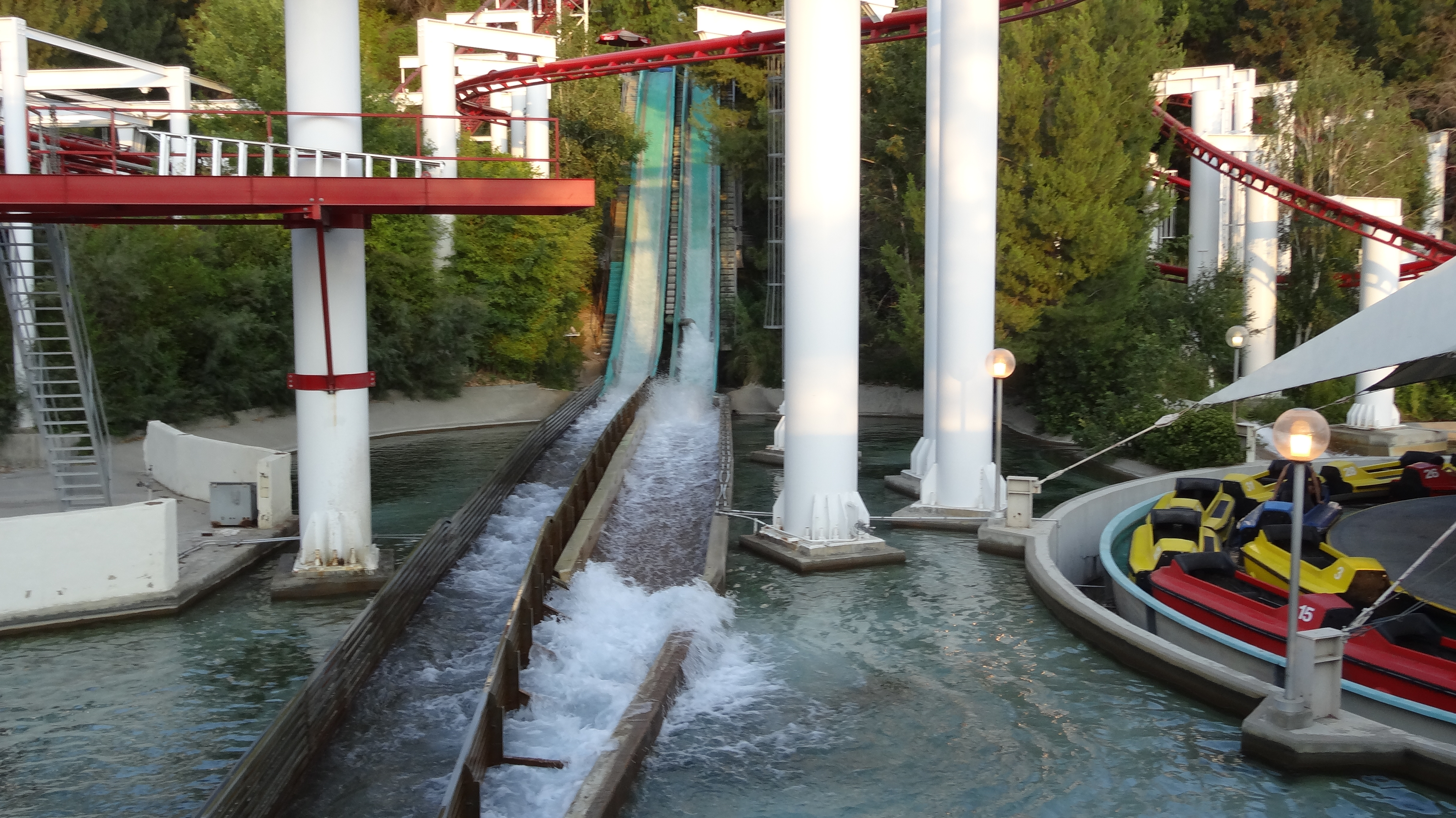
Jet Stream es un juego acuático familiar situado cerca del Gold rusher. Se inauguró en 1972.

En 1973 el parque agregó su segunda montaña rusa, Mountain Express, un modelo compacto de Schwarzkopf del conocido tipo Wildcat y que está hecha completamente de acero. En 1974 el parque instaló un nuevo complejo de juegos mecánicos en el área a la que más tarde se le conocería como Back Street o la calle de atrás. Estas atracciones fueron el Himalaya, Electric Rainbow, y el Tumble Drum. En 1975, se inauguró el tren Grand Centennial en el área de Back Street. Llevaba a los visitantes en un viaje por tren desde Back street hasta Spillikin Corners, otra zona del parque que se encuentra donde ahora es Psyclone Bay.

### Revolución de las montañas rusas
Con la inauguración del Great American Revolution en 1976, Magic Mountain se convirtió en el primer parque en tener una montaña rusa moderna con una inversión o vuelta de 360 grados para poner a los visitantes de cabeza (ya antes las montañas rusas de madera habían tenido estas inversiones pero habían sido clausuradas y desmanteladas por motivos de seguridad). Después Universal filmó una de sus más grandes producciones en el parque poniendo al Revolution como pieza central de la película que se llamó Rollercoaster en el año de 1977. De lo más notable al respecto es que cuando se inauguró no había árboles ni arbustos crecidos por lo que los visitantes podían ver hacia donde se dirigían los trenes del juego. Ahora las vías están rodeadas de árboles y arbustos tan altos que las personas que suben al juego no saben a donde los llevará el tren, lo que aumenta la emoción del juego.
En 1978 se agregó Colossus, que al inaugurarse obtuvo el récord de la montaña rusa de madera más larga en tener dos vías paralelas, inspirada en la montaña rusa de La Feria de Chapultepec en la Ciudad de México.
Después de la primera temporada de este juego, tuvo que ser cerrado y rediseñado a fondo ya que una mujer murió, pues al presentar sobrepeso, su arnés no cerró completamente y debido a la intensidad del juego, fue lanzada fuera del vehículo. Cuando volvió a abrir, era un juego mucho menos intenso y más tolerable. En el mismo año ocurrió otro accidente pero en una atracción diferente, un hombre a bordo en una de las góndolas del "Eagles Flight" comenzó a balancearse intensamente de un lado a otro mientras se movía por la sección más alta del recorrido, hasta que finalmente la góndola se soltó del cable que la sujetaba y cayó 30 metros al suelo, falleciendo el hombre y quedando herida de gravedad su esposa. 
En 1991, se eliminó de la vía el salto de camello que estaba antes de la tercera curva y se colocó en su lugar un sistema de frenos de bloqueo de trenes. Aunque causó que el juego perdiera velocidad después de esta sección, se logró que la montaña rusa pudiera correr tres trenes por vía al mismo tiempo aumentando la capacidad del juego y reduciendo el tiempo de espera en las filas. A mediados de los 80 los trenes en una de las vías se colocaban al revés para que el paseo fuera como ir de espaldas. Sin embargo hasta casi finales de los 90 esta forma de paseo en la montaña rusa ya no era posible por causa de los sistemas de control modernos del juego y trenes diferentes más ligeros que hacían que viajar de espaldas no fuera seguro. Pero durante algunos años durante el Festival del Terror, el parque podía poner nuevamente los trenes de una de las vías al revés utilizando un set de trenes que eran del Psyclone, otra montaña rusa de madera ya demolida que se encontraba al otro lado del parque. Lo cual terminó en el 2015, cuando el parque decidió remodelar el juego por completo para hacer lo que muchos parques ya habían hecho, convertirla en una montaña rusa híbrida, y renombrarla "Twisted Colossus". 

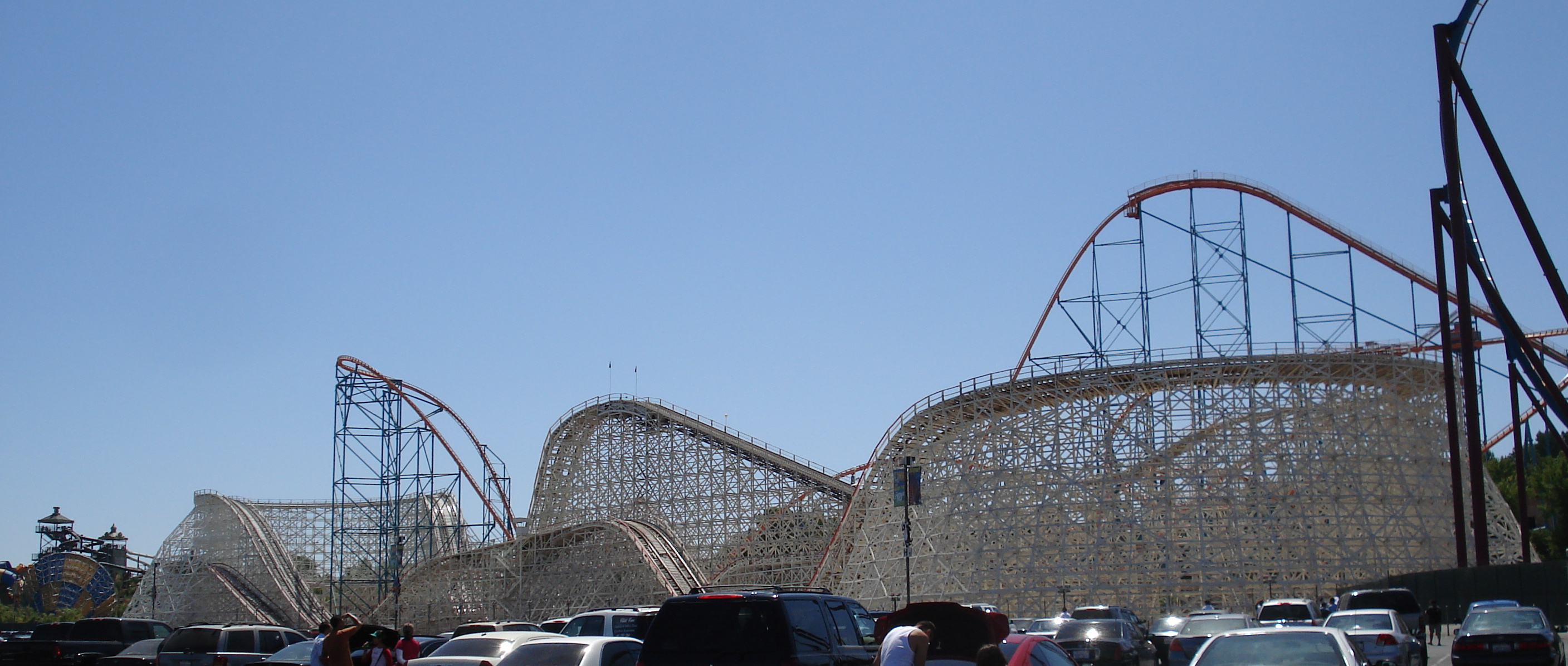
La Colossus. Montaña rusa de madera, cuando abrió era la más alta y rápida del mundo.

### La Era Six Flags

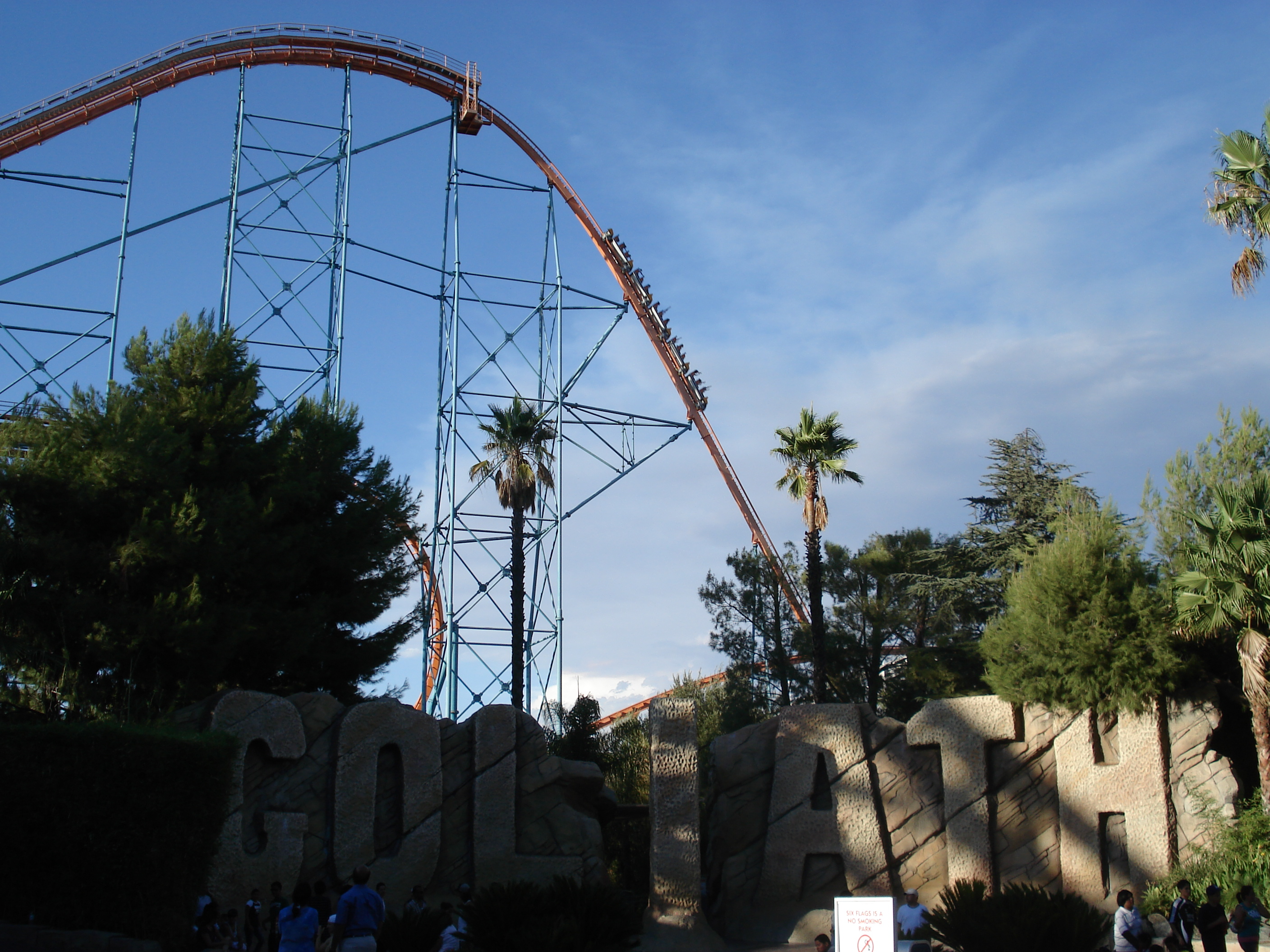
La primera caída o bajada del Goliath. Goliath tenía el récord de la caída o bajada más alta y larga cuando se inauguró en febrero de 2000

En 1979, el parque fue vendido a la compañía Six Flags y entonces se le rebautizó como Six Flags Magic Mountain para la temporada de 1980. En 1981, Six Flags Magic Mountain presentó su nueva atracción, un juego que fue el primero de su tipo en la costa este, Roaring Rapids un clásico en los parques de diversiones, en el que los visitantes se sientan en balsas redondas viéndose cara a cara mientras viajan sobre un río de corrientes rápidas y cascadas. Fue diseñado por la compañía Intamin que había diseñado y construido uno igual en 1979 en el ya desaparecido Six Flags Astroworld. Junto con este juego se completó el hueco que había entre el área de Spillikin Corners para conectarla con la zona donde se encuentra el Revolution. Por fin había un circuito que seguir alrededor de todo el parque. Este juego se había diseñado para tener un sistema de abordaje de dos estaciones, pero al final sólo una se terminó de construir y de la otra sólo quedan unas cuantas columnas. Utiliza bombas enormes para hacer circular una gran cantidad de agua, y cada una de estas dos bombas puede hacer circular 88,500 galones de agua por minuto. El río puede almacenar 1.5 millones de galones de agua, y una de las innovaciones usadas para este modelo en particular fue la introducción de bordes guía para eliminar la posibilidad de que las balsas se voltearan como ocurría con otros modelos. Las balsas son circulares con capacidad para 12 personas poniendo a los visitantes de dos en dos los cuales comparten un cinturón de seguridad y es uno de los pocos modelos que quedan que coloca tantas personas a la vez y que además hace mover las balsas por un verdadero río bastante ancho que da la sensación de viajar por un río real no como los modelos más recientes en los que las balsas sólo pueden llevar hasta 8 personas como el que se encuentra en Six Flags México donde la anchura del río es solo un poco mayor que la balsa.

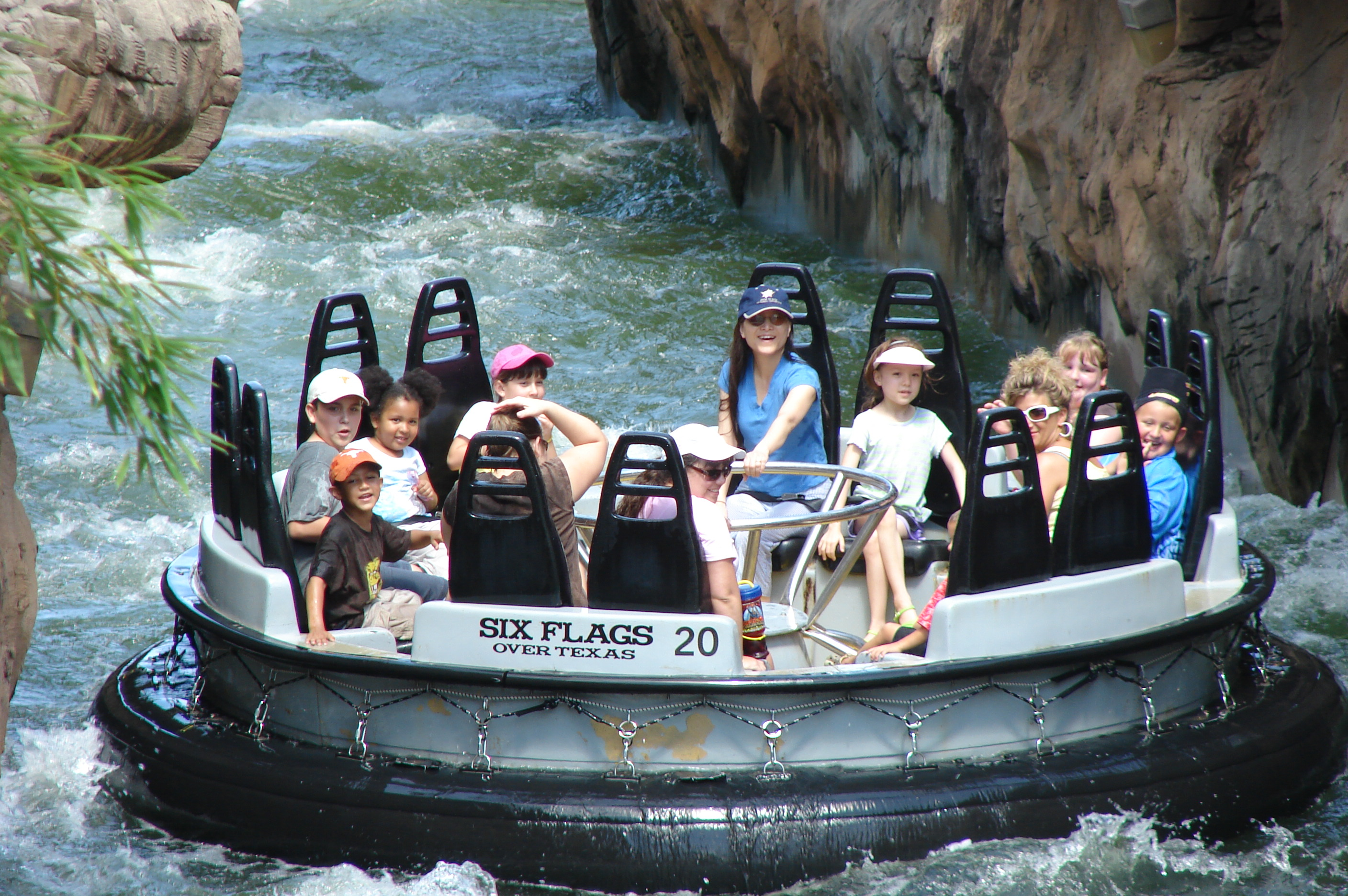
El Roaring Rapids de Six Flags Over Texas idéntico al de Magic Mountain

En 1982 se agregó otro juego mecánico, el Freefall. También diseñado por Intamin, considerado de última tecnología en su época, era una torre en la que un carro bajaba en caída libre. Era un carro que simplemente ascendía por la torre y luego caía, y la vía del carro se volvía curva al llegar abajo lo que ponía a los visitantes en posición acostada sobre sus espaldas. Se construyeron muchos iguales en diferentes parques de la cadena Six Flags y también en parques ajenos a la compañía. Ya casi todos los juegos como este han sido desmantelados por lo que b cree que ya no opera ninguno en el mundo por ser complejo y obsoleto.
En 1984 se construyó otra montaña rusa llamada Sarajevo Bobsleds. También diseñada por Intamin, era básicamente un trineo sin nieve que viajaba libremente por un canal de acero en forma de montaña rusa. Fue diseñado en honor a las olimpiadas de invierno de 1984 que se llevaron a cabo en Sarajevo. Six Flags Great Adventure agregó una montaña rusa similar ese mismo año. En 1986 la Sarajevo Bobsleds fue desmantelada y ahora opera en Six Flags Over Texas como La Vibora. El otro modelo fue llevado a Six Flags Great America y años más tarde a The Great Escape en Queensbury, New York, donde opera con el nombre de Alpine Bobsled.

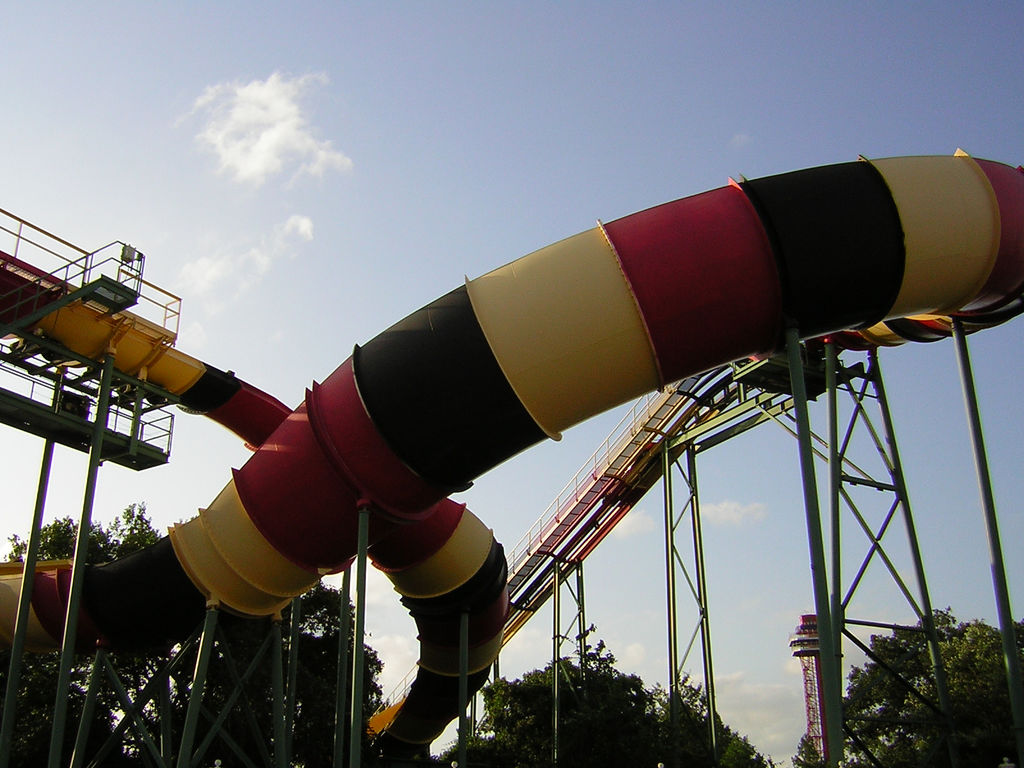
La Vibora es la Sarajevo Bobsleds que se encontraba en Magic Mountain.

En 1985 el área de niños se redecoró para llamarse Bugs Bunny World, porque el parque dejó de usar los trolls como mascotas y empezó a usar los personajes de Lonney Tunes. Ese mismo año, Michael Jackson visitó el parqué y se subió al Colossus, Revolution y Roaring Rapids. En 1986, el parque agregó una montaña rusa de acero en la que los visitantes viajaban parados y que tenía una vuelta de 360 grados llamada Shockwave diseñada también por Intamin. Fue colocada en la parte trasera del parque para remplezar a la Srajebo Bobsleds. A finales de 1988 Shockwave fue desmantelada, como parte de un programa en el que Six Flags rotaba las montañas rusas más exitosas y esta fue a Six Flags Great Adventure en 1990. En 1992 fue removida de ahí, repintada de color blanco y llevada a Six Flags Astroworld donde se le llamó Batman The Escape. Cuando Astroworld cerró en 2005, la montaña rusa se puso en una bodega en el parque Darien Lake, que ya no pertenece a la cadena Six Flags y ahí ha estado guardada desde entonces.
En 1987 el parque redecoró la zona Back Street. Los juegos fueron renombrados como Turbo (Electric Rainbow), Subway (Himalaya), y Reactor (Enterprise). La disco que había en el área también fue redecorada pero con la entrada ubicada junto al Reactor. After Hours, nombre nuevo que recibió la disco (antes Decibels), durante el verano de este año permanecía abierta hasta más tarde por dos horas más que el resto del parque junto con Back Street, como un lugar donde los jóvenes de la ciudad puideran salir a pasear pero solo duró una temporada.

### La Era Time Warner
En 1988 Ninja, "El cinta negra de las montañas rusas", fue inaugurada. Construida por Arrow Dynamics, fue la primera montaña rusa de tipo suspendida en la costa este. Se le llama suspendida porque a diferencia de las montañas tradicionales, en esta las vías se encuentran por encima de los trenes con forma de góndola que cuelgan de ella y se balancean de un lado a otro según las curvas y las fuerzas que ejerce la montaña rusa. La Ninja fue diseñada especialmente para Magic Mountain aprovechando su terreno montañoso y es una de las pocas que queda en el mundo.
Tidal Wave se inauguró en 1989 para atraer grandes multitudes. También muy popular en muchos parques es un juego de agua de corta duración. un bote grande sube por una pendiente a un canal de agua. El canal tiene forma de semicírculo, que termina en una pendiente muy inclinada que lleva a un estanque para que con la velocidad golpee el agua y salpique grandes cantidades de agua. Al hacerlo lanza enormes cantidades de agua sobre los visitantes. La rampa de salida del juego pasa por encima del estanque por donde pasa el bote, que al golpear el agua levanta una ola enorme de agua que empapa completamente a las personas paradas sobre la rampa por lo que en el verano es un lugar muy popular para refrescarse del calor por encima de 40 grados que se presenta bajo el sol de California.

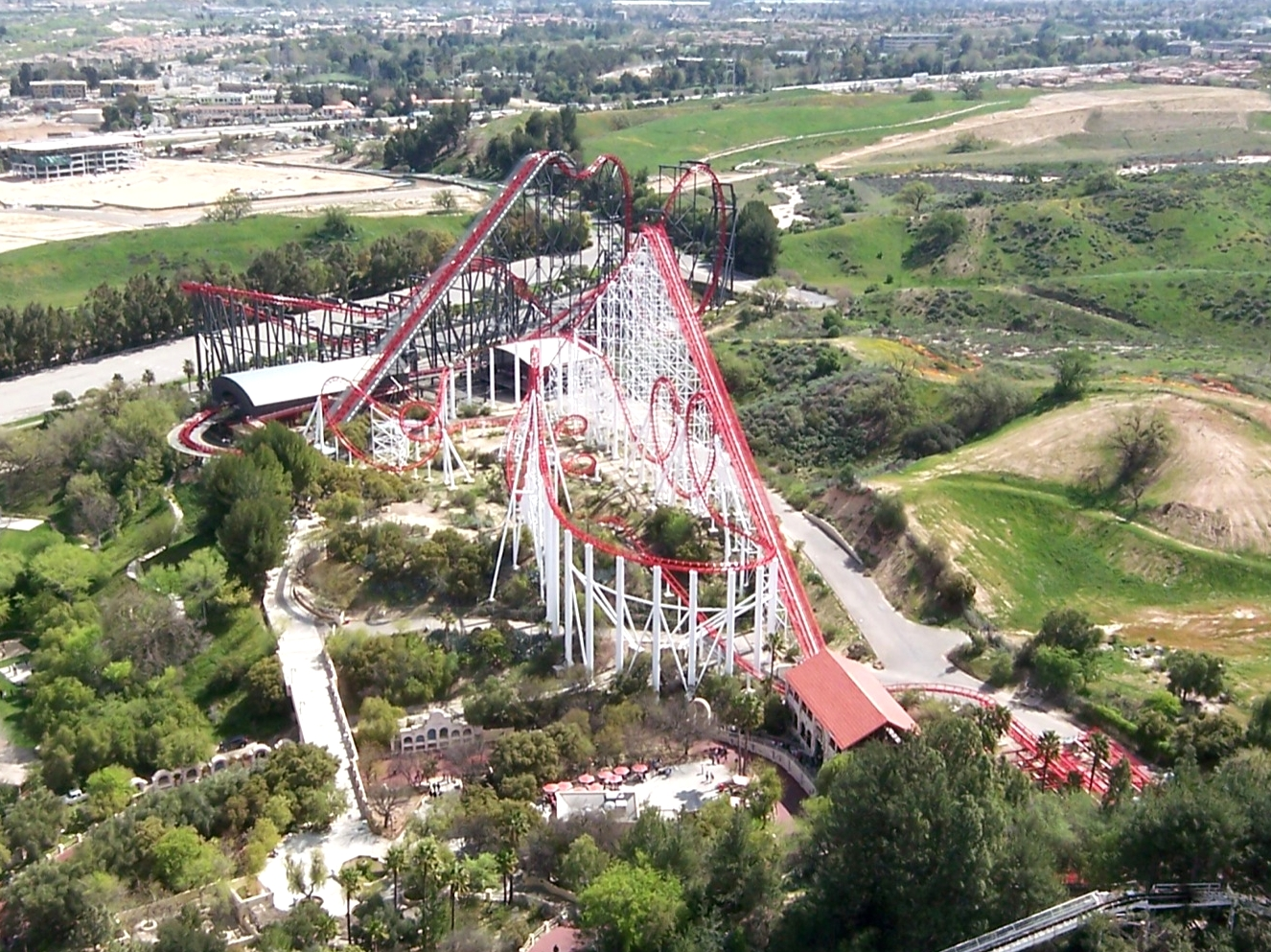
Viper, Viper y X2 vistas desde la torre Sky

En 1990 se añadió la Viper, una montaña rusa con múltiples inversiones, diseñada por Arrow Dynamics. Tiene una caída de 180 pies (60 m) de altura que gira hacia adentro al inicio, acelera hasta 70 millas por hora para entrar a una serie de 3 inversiones de 360 grados, luego dos giros en una inversión de tipo murciélago y dos giros tipo cobra. Cuando se inauguró tenía el récord de la más alta y rápida del mundo. Aunque todavía sigue siendo la más alta de su tipo "tipo Corkscrew", porque las que había similares a ésta ya han sido desmanteladas.

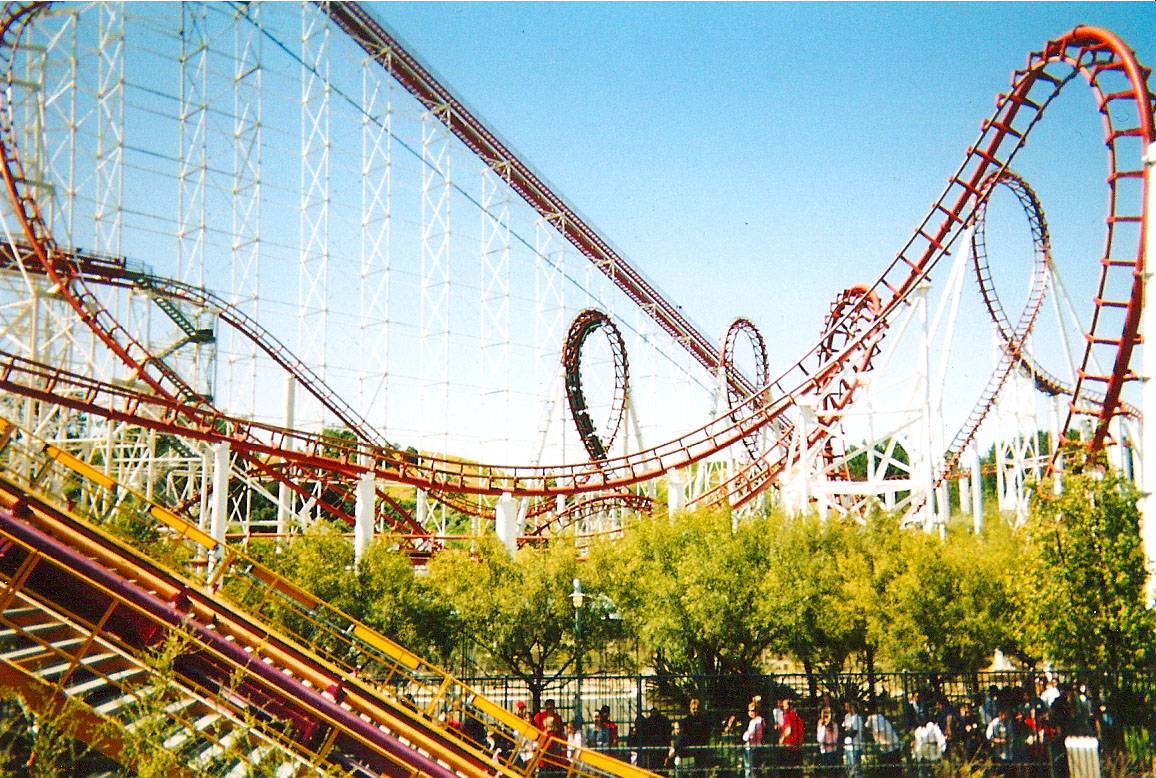
La Viper vista desde la X2, sigue siendo la más alta y rápida de su tipo en el mundo.

En 1991 Magic Mountain agregó la Psyclone, diseñada como un tributo a la famosísima montaña rusa de madera Coney Island Cyclone. La zona Spillikin Corners fue rediseñada y renombrada como Cyclone Bay para que encajara con la nueva montaña rusa, atrayendo montones de gente nuevamente a esta zona que ya casi nadie visitaba. El cambio fue mayormente cosmético. Los juegos de habilidades como el rompe botellas se remplazó por una galería de tiro con rifle, y se rediseñó la vista de la tienda Candy Kitchen, todo para que pareciera un muelle junto a una playa con decoraciones típicas de zonas pesqueras. Con la Psyclone, las multitudes volvieron a la zona tal como se quería. Pero por causa del terremoto de 1994 en Nortidge, localidad ubicada a 30 minutos del parque, la estructura y cimientos de la Psyclone resultaron muy afectados provocando que el juego se volviera rudo y con muchos brincos por lo que los visitantes se golpeaban contra el interior de los trenes especialmente la espalda y la cabeza; aunque se intentó reparar no volvió a ser igual con lo que poco a poco dejó de ser una atracción popular al punto de que los trenes se despachaban casi vacíos por lo que la Psyclone finalmente fue demolida en 2007. Por otro lado, al haber agregado el parque la Ninja, la Viper y la Psyclone, tres montañas rusas enormes en un periodo de 4 años, el parque se estaba ganando la reputación de un parque con grandes atracciones y una excelente colección de los diferentes tipos de montaña rusa que hay.

El año siguiente, 1992, una montaña rusa diseñada por Intamin llamada Flashback llegó al parque. Ofreciendo un tipo de experiencia única, planeada originalmente para colocarse en el interior de un edificio, ya había operado en Six Flags Great America y Six Flags Over Georgia por el programa de rotación de montañas rusas. Con pendientes muy inclinadas y curvas cerradas, la Flashback daba la sensación de realizar maniobras y piruetas como las que se hacen en un jet de combate teniendo 6 de estas inversiones para terminar en una espiral de 540 grados. Sin embargo debido a los sujetadores de los hombros y las fuerzas experimentadas por los giros tan rápidos y bruscos, las personas se quejaban de golpearse la cabeza repetidamente contra los asientos. En 1995 se inauguró el parque acuático Six Flags Hurricaine Harbor, cuya piscina principal quedaba a un costado de la Flashback. Por lo que a partir de 1996 esta montaña rusa operaba rara vez durante el verano porque debido a sus altas velocidades provocaba mucho ruido que distraía a los salvavidas que cuidaban la alberca principal del parque acuático; así que a veces operaba después de las 6 de la tarde cuando cerraba el parque acuático o durante las temporadas de otoño, invierno y primavera que es cuando el parque acuático está cerrado por el frío. Continuó así hasta 2003, último año en el que operó y el 23 de enero de 2007, el parque anunció que sería desmantelada junto con la Psyclone. De todos modos el parque había dejado claro que mientras la Psyclone iba a ser demolida la Flashback iba a ser rearmada en otra parte del parque donde el ruido no afectara, pero esto no sucedió, se puso a la venta por algunos meses y finalmente en vez de ser desarmada fue demolida y vendida como fierro viejo a finales de 2007 y principios de 2008 con lo que desapareció la única montaña rusa de su tipo en el mundo enojando a las asociaciones de entusiastas de montañas rusas.
En 1993 Six Flags Magic Mountain entro oficialmente a la era Time Warner. El nuevo juego para este año fue Yosemite Sam Sierra Falls. Era un juego de agua que tenía dos toboganes que se entrecruzaban en el que los visitantes bajaban de dos en dos sobre balsas inflables en forma de óvalo. (Esta atracción fue demolida en 2011 para hacer espacio para la montaña rusa Road Runner Express.) También durante 1993, hubo una redecoración del parque y se renombró el área de esta nueva atracción como High Sierra Territory. El teatro Showcase se rebautizó como Golden Bear Theater, Y se creó un teatro de animales en el área de Bugs Bunny World. También se agregó un inmenso árbol falso en el área. Este año también fue la última vez que el parque presentó conciertos de bandas famosas debido a que en el concierto de "TLC" hubo un alboroto con bastantes heridos porque se habían vendido demasiadas entradas. Magic Mountain no pudo retener la furia de los jóvenes que al no poder entrar se abalanzaron en la entrada, y penetrando en el parque comenzaron a destruir y vandalizar zonas de este. Finalmente se presentó la policía y el concierto fue cancelado.
En 1994 Magic Mountain agregó lo que otros dos parques de la cadena Six Flags ya tenían, la montaña rusa más exitosa de la Bolliger & Mabillard una montaña rusa invertida llamada Batman The Ride (que otros parques agregaron después aunque en versiones más pequeñas y menos veloces como la de Six Flags México). Batman the Ride (BTR) es una montaña rusa invertida, lo que significa que el protocolo normal de una montaña rusa está al revés; las vías están por encima y los trenes por debajo, pero a diferencia de las de tipo suspendido estas sí tienen inversiones y giros de 360 grados. Los trenes viajan por el lado exterior de las vías y viajan por las vueltas con sus pies colgando en el aire. Pero 1994 no fue un año del todo bueno. El terremoto de Nortridge que gracias a Dios ocurrió durante la madrugada cuando el parque estaba vacío causó algunos daños al parque resultando en la demolición de la atracción Eagles Flight puesto que las góndolas que atravesaban el parque colgando de cables cayeron al suelo pues con el movimiento de la tierra se rompió el cable que sujetaba las góndolas y estas cayeron al suelo, Magic Mountain decidió no repararlas puesto que California se encuentra en una zona sísmicamente activa y si había un terremoto durante las horas de actividad del parque podría causar la muerte de personas si las góndolas volvían a caer. Disneyland entonces siguió el ejemplo de Magic Mountain y también removió la atracción similar que tenían para evitar un desastre con esta atracción.

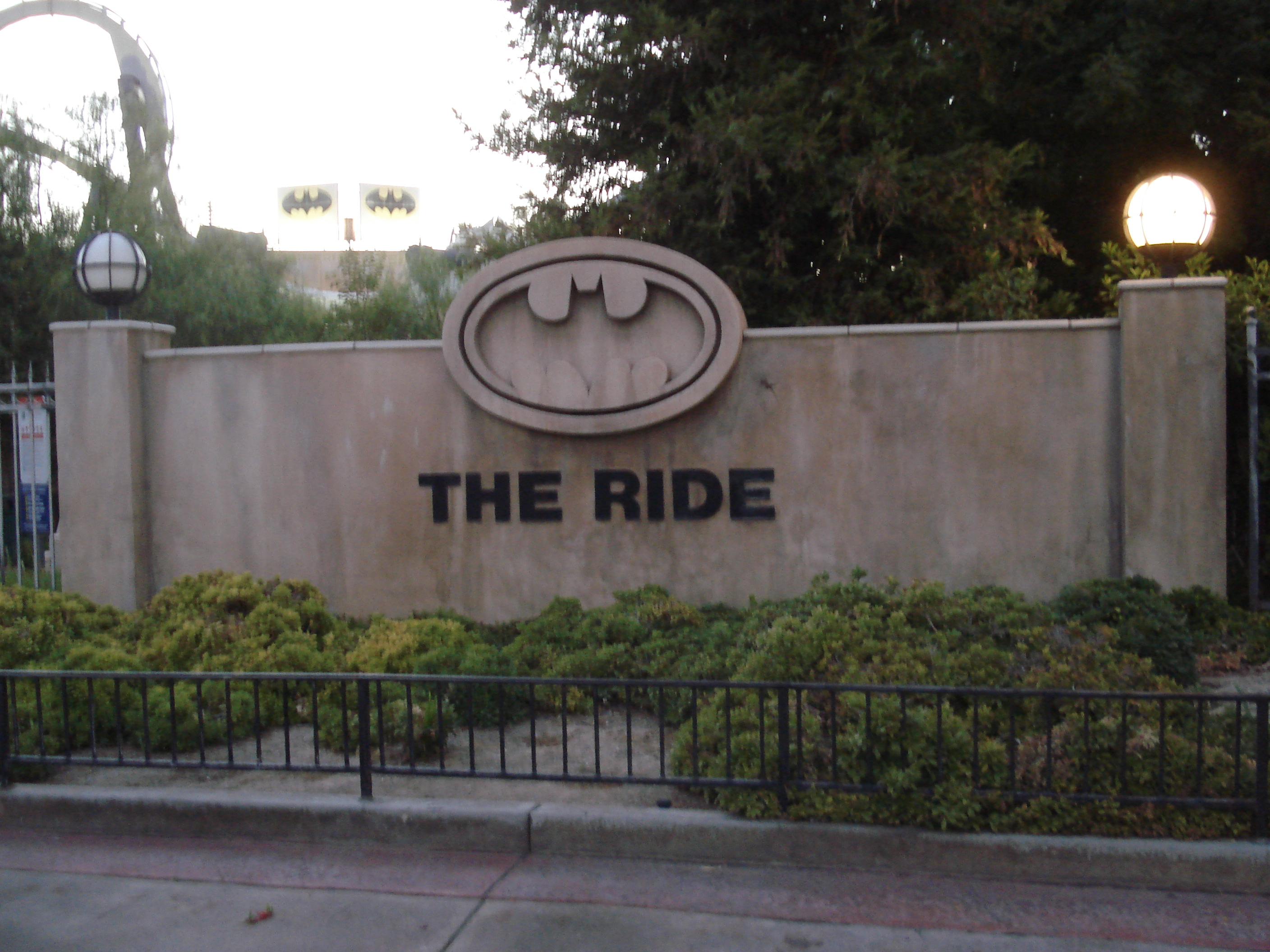
Entrada al juego "Batman The Ride", el mayor éxito de la compañía Bolliger & Mabillard

En 1995, no hubo juegos nuevos. pero sí una expansión enorme. Se creó un parque acuático con admisión separada llamado Six Flags Hurricane Harbor que se inauguró en junio de ese año. Incluía los típicos toboganes individuales, los que requerían balsas e inflables, una zona acuática infantil, una alberca de olas y un río de inflables donde el visitante se reclina sobre su inflable y puede hasta dormir mientras la corriente lo lleva alrededor del parque lentamente.

### Era de Premier Parks
En 1996 Superman: The Escape, una montaña rusa con dos carros lanzables fue construida e inaugurada en marzo de 1997. Consiste en un paseo en el que el carro alcanza una velocidad de 0 a 160 km por hora en solo 7 segundos mientras viaja por una vía vertical larga que se inclina hacia arriba para terminar en la punta de una torre inmensa de 41 pisos de altura y luego el carro al perder velocidad se regresa por el mismo camino y los visitantes pueden experimentar 6 segundos de gravedad cero. Diseñada también por Intamin, ofrece un desarrollo tecnológico impresionante en el que magnetos sobre la vía impulsan magnetos bajo los carros a toda velocidad al utilizar energía eléctrica para invertir la polaridad de estos imanes utilizando el principio básico de que cargas iguales se repelen, por lo que al repelerse los magnetos del carro con los de la vía, los carros son lanzados a toda velocidad. Originalmente el juego iba a ser inaugurado en 1996 pero problemas con este sistema hacían que los carros solo alcanzaran 120 km/h de velocidad y solo llegaban a la mitad de la torre por lo que no se inauguró hasta 1997.Años más tarde el juego empezó a sufrir de negligencia utilizando solo una de las vías intercambiando cada 6 meses y la velocidad de los carros disminuyó a 140 km/h. Sin embargo en 2011 el juego fue reparado y transformado en Superman: Escape From Krypton, colocando nuevos trenes al revés por lo que los visitantes son lanzados de espaldas y al llegar a la punta de la torre están de cara al suelo a a una altura de 41 pisos, aterrador pero con mucha adrenalina. Se cambiaron los colores de la torre y la velocidad aumento a 165 km/h. También en 1996 se agregó un juego de bungee llamado SkyCoaster diseñado por SkyFun1. También en 1996 una empleada del parque murió mientras trabajaba en la Revolution, ella atravesó las vías mientras se aproximaba un tren completamente lleno para entrar a la estación de abordaje, el tren la golpeó y la empleada fue lanzada por el aire y murió al golpearse la cabeza cuando cayó, todo esto a la vista de las personas en el tren y los que esperaban en la fila.
En 1997 se inició la construcción de la montaña rusa que aún tiene el récord de ser la más lata y rápida de su tipo, inaugurada en 1998 con seis inversiones. también de Bolliger & Mabillard es una montaña rusa en la que los visitantes viajan parados y se le llamó Riddler's Revenge. Como sucesos importantes de 1998, un hombre fue asaltado en el estacionamiento y murió por lo que la seguridad en el parque fue redoblada. Ese año también, la compañía Six Flags fue vendida a la compañía Premier Parks. Durante 1999 no hubo cambios ni adiciones al parque, sólo la adición de una montaña rusa compacta familiar, la Canyon Blaster. Pero en 2000, una montaña rusa inmensa de acero de tipo hypercoaster, fue construida con el nombre de Goliath, diseñado por la compañía Giovanola.

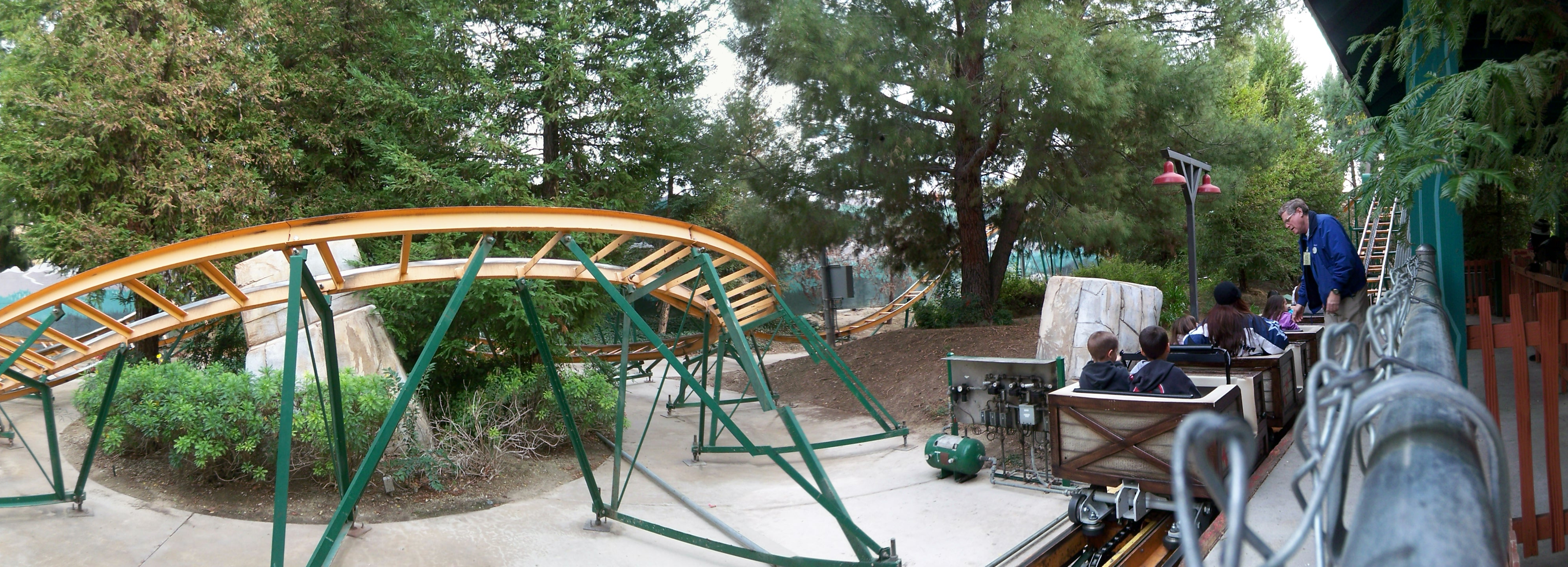
La Canyon Blaster en Six Flags Magic Mountain.

2001 se suponía que sería el año de tres nuevas montañas rusas, pero solo una pudo abrir ese año, la Goliath Jr., una montaña rusa infantil decorada para parecerse a la inmensa Goliath. Los otros dos debían ser la enorme Déjá-Vu de tipo búmeran pero invertida como la Batman, y la X (ahora X²), pero las dos tenían problemas mecánicos que retrasaron su inauguración. Déjà-Vu se inauguró ya tarde en el año 2001 y la X (de X-treme) se inauguró a principios de 2002. Déjà Vu fue diseñada por Vekoma y es una variante invertida del super éxito Boomerang y aunque sí se inauguró en 2001, por lo general ese año lo pasó cerrada casi siempre. X fue diseñada por Arrow Dynamics, como la primera montaña rusa del mundo de 4 dimensiones. Es la única que existe en América y solo hay otra similar en Japón. Los visitantes se sientan en asientos con los piel colgando y estos asientos están suspendidos a los lados de la vía, mientras el tren viaja por la vía los asientos giran 360 grados en diferentes partes del juego lo que hace imposible saber si se viaja hacia adelante, de espaldas, boca arriba o boca abajo o girando constantemente. El juego operó brevemente el 7 de enero de 2002 pero tuvo que ser cerrado por problemas técnicos. Reabrió a finales de agosto del mismo año y así estuvo abriendo y cerrando periódicamente hasta 2008 cuando sus trenes fueron rediseñados, los problemas solucionados por completo y recibiendo nuevos colores para llamarse X2, extremo a la segunda potencia agregando sonido a los trenes con bocinas independientes para cada uno de los asientos, luces y neblina durante el paseo además de lanzallamas casi al final del recorrido. También en 2001 ocurrió el fallecimiento de una mujer a bordo de la Goliath, sin embargo su muerte fue causada por un aneurisma que ella ya presentaba y en nada se debió a que la montaña rusa fuera insegura.

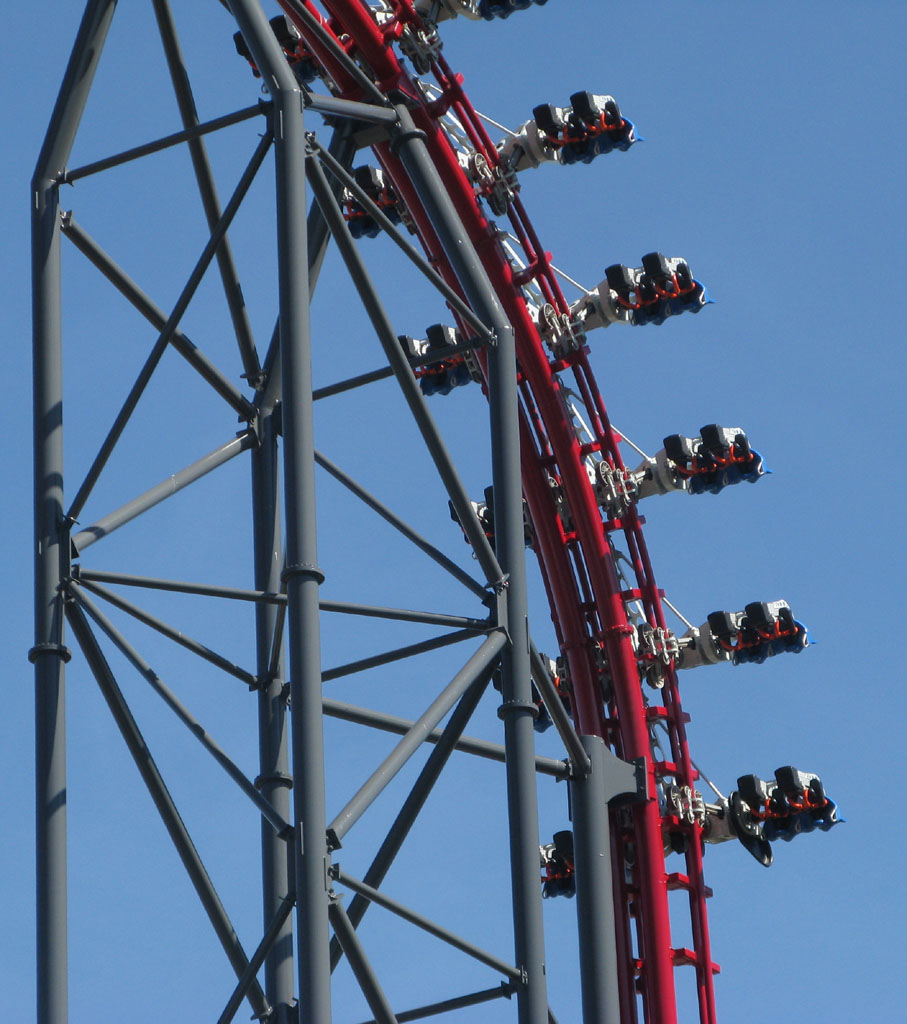
La X2, una de las más modernas del mundo, sus asientos giran 360 grados durante el paseo.

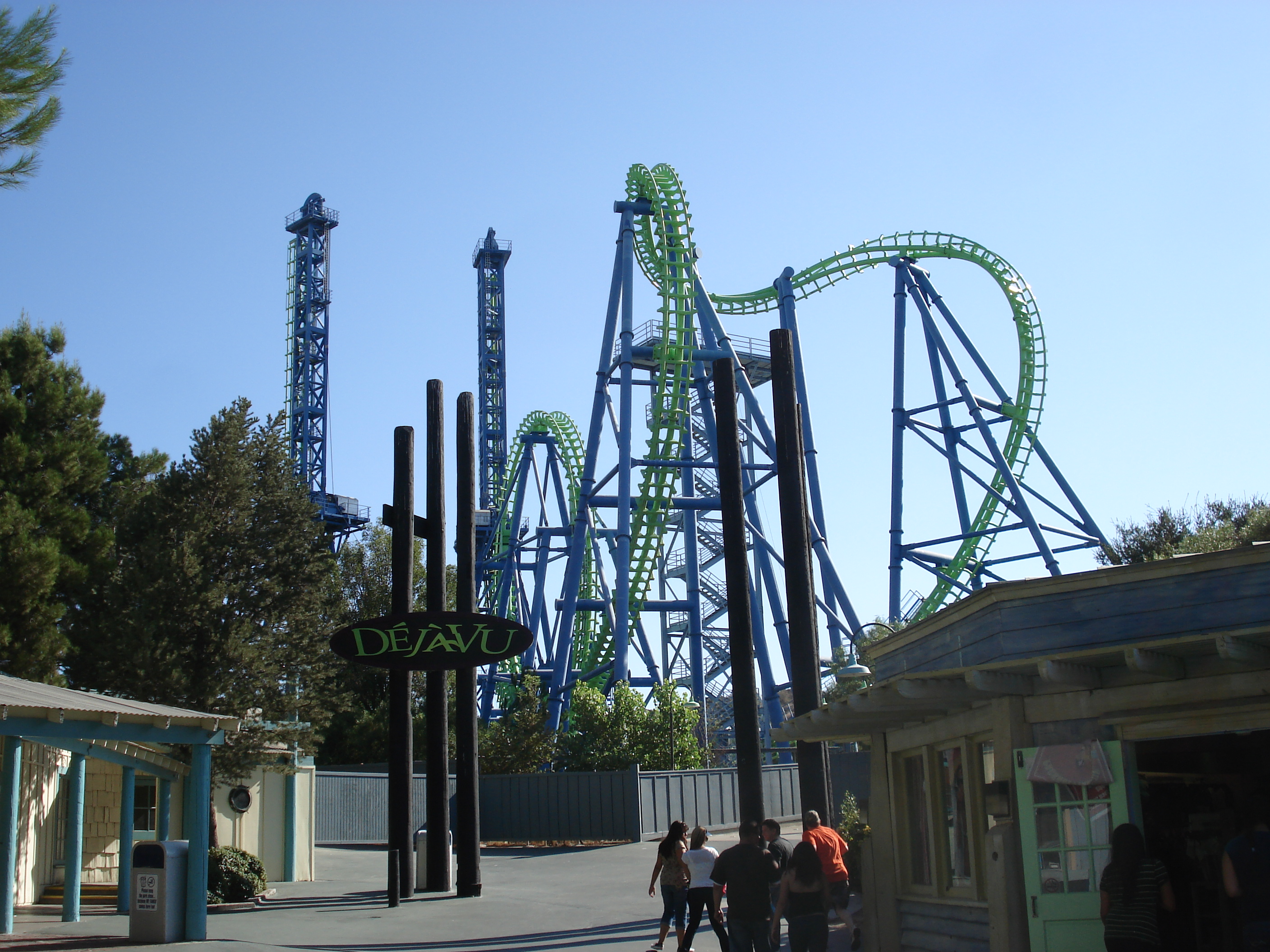
La Déjà Vu que fue desarmada en 2012.

En 2003 Scream!, diseñado también por Bolliger & Mabillard fue inaugurado. Para entonces, Six Flags Magic Mountain empató con el parque Cedar Point por ser los parques con más montañas rusas en el mundo. Scream es similar en concepto con la Medusa en Six Flags Discovery Kingdom y es una imagen espejo de la Bizarro en Six Flags Great Adventure. Es una montaña rusa con trenes sin fondo, es decir los trenes viaja sobre las vías pero no hay fondo donde los visitantes coloquen los píes por lo que las personas viajan con los pies colgando sobre la vía que tiene 7 inversiones. Six Flags Magic Mountain solo hizo algunos cambios cosmético en 2004 y 2005. Pero una empleada del parque murió en 2004 al entrar en un área restringida del parque específicamente junto a las vías de la Scream! fue golpeada por un tren y falleció, sin embargo el parque todavía no abría y al demostrarse que la atracción no tenía problemas mecánicos pudo reabrir.

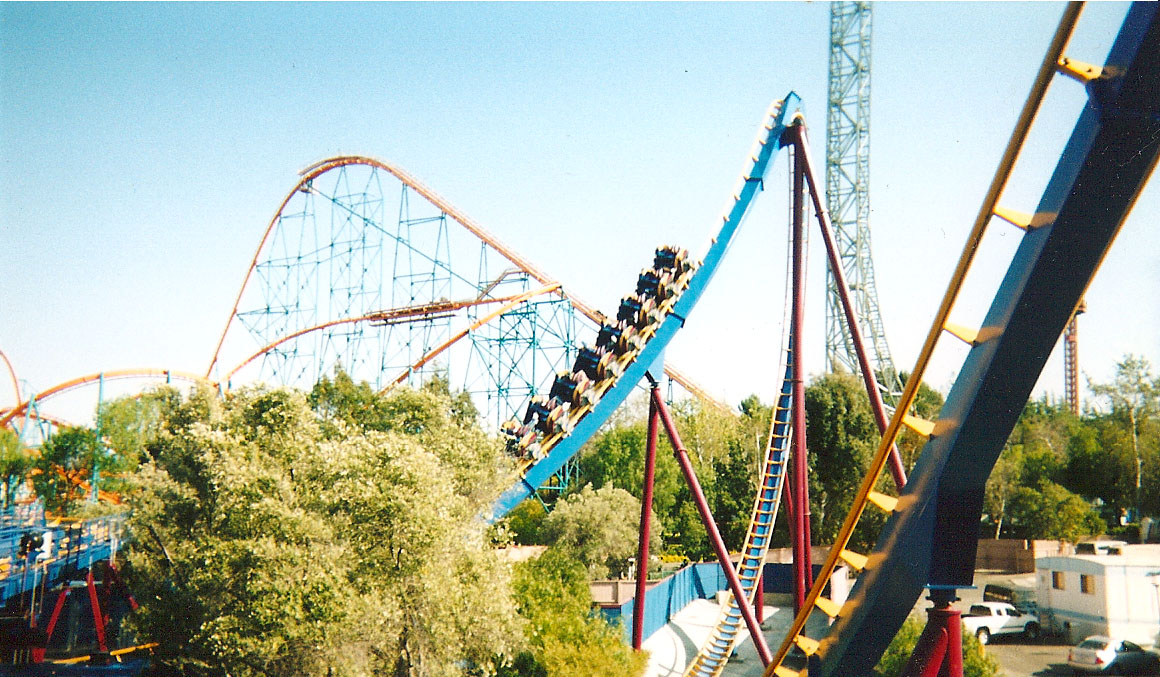
La Scream! una de las atracciones más populares del parque.

En 2006 llegó la Tatsu, de Bolliger & Mabillard, una montaña rusa de tipo "voladora" causando que la Revolution fuera cerrada temporalemte. Es la más grande y rápida de su tipo, aún más que las que hay en otros 3 parques de Six Flags, a las que se les nombró Superman: Ultimate Flight. Tatsu tiene sus vías de tipo invertidas sobre los trenes en los cuales al colocar a los pasajeros se reclinan hacia arriba de modo que las personas terminan con la espalda "acostada sobre las vías" pero de cara al suelo simulando el vuelo de un dragón con inversiones espeluznantes durante el paseo y con una altura increíble pasando por todas las áreas del parque.

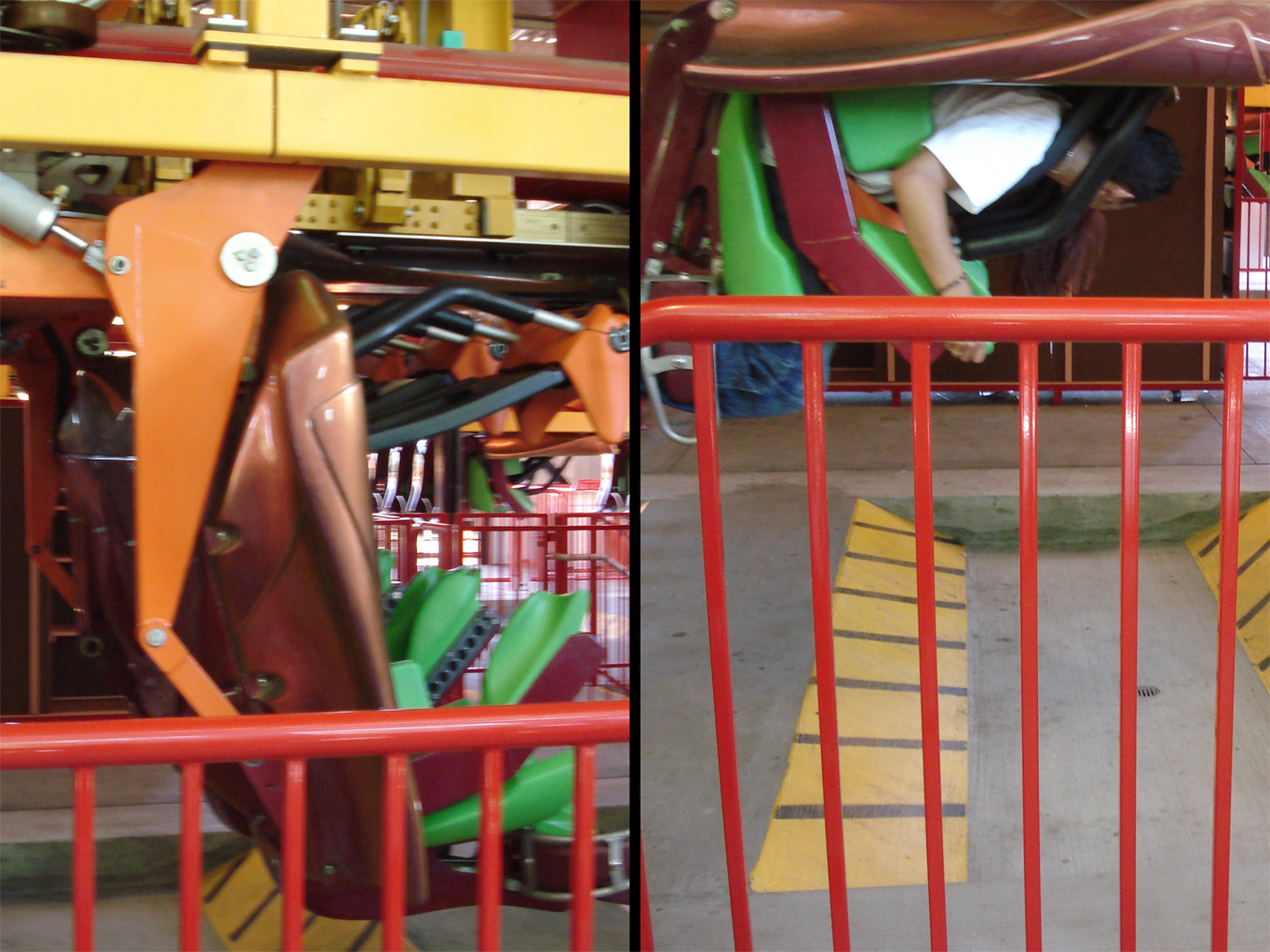
Estación de la Tatsu, se aprecia la en la imagen la forma en la que los asientos se reclinan para poner al público de cara al suelo.

### 2006 Intento de venta
El 22 de junio de 2006, Six Flags, Inc. anunció que estaba explorando opciones para vender 6 de sus parques incluyendo Six Flags Magic Mountain y su parque acuático. Se decía que cerrar el parque no era probable, sino que sólo dejaría de pertenecer a Six Flags, pero había rumores de que sería vendido y destruido para construir casas en su lugar. Algunos de los visitantes regulares del parque sobre todo adolescentes y adultos se manifestaban y se presentaban agresivos contra las autoridades del parque en señal de protesta.
Para el otoño de 2006 Six Flags anunció que Magic Mountain aún estaba a la venta pero para alguna compañía que estuviera dispuesta a seguirlo trabajando como un parque de diversiones. Cedar Fair, Hershey, Anheuser-Busch, consideraron comprar el parque pero ninguno pudo llegar al precio que se pedía por el parque.
Cuando Six Flags anunció la lista oficial de parques que iban a vender, Magic Mountain ya no figuraba en esta lista porque la compañía decidió no venderlo. La vocera Wendy Goldberg idicó que durante el avalúo de los parques se había cometido un error y que de hecho Magic Mountain era demasiado redituable como para dejarlo ir puesto que de todos los Six Flags en el mundo, es el que da más ganancias a la compañía por lo que el parque no fue vendido. Otros parques se vendieron en un solo paquete y permanecieron abiertos, aunque Astro World no corrió con esa suerte y fue destruido para construir casas.

### 2007–2009

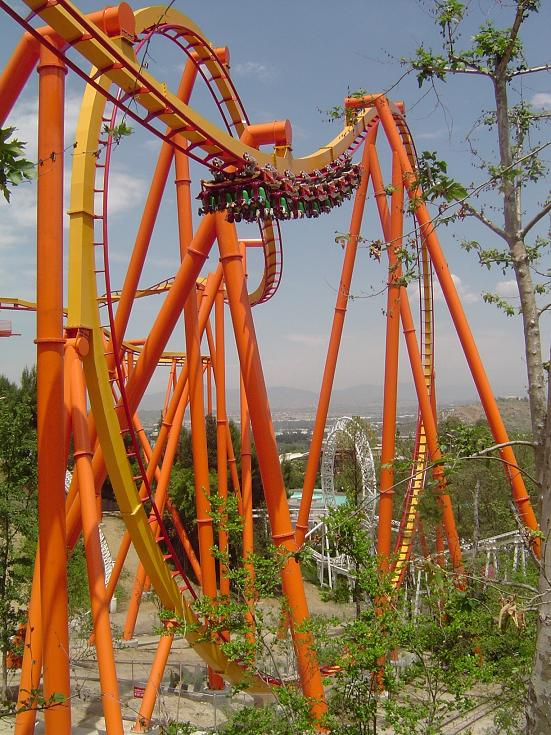
Tatsu, Una de las atracciones más populares en Six Flags Magic Mountain.

En 2007 Psyclone fue demolido al igual que Flashback. Como resultado Magic Mountain perdió el empate que tenía por el mayor número de montañas rusas en el mundo con Cedar Point aunque en el pasado habían empatado varias veces. El parque se concentró entonces en volverse de ambiente familiar. En 2008 se inauguró una nueva zona infantil, Thomas Town Y como ya se mencionó X fue transformado en X2 con un costo de 10 millones de dólares.
En 2008, el parque empezó a trabajar en crear un museo llamado Magic of the Mountain en la parte superior de la torre Sky Tower con fotografías, recuerdos, disfraces, maquetas, modelos y piezas de las atracciones. En octubre de ese año se anunció la atracción estelar para el 2009, la montaña rusa de madera Terminator Salvation: The Ride, que se inauguró el 23 de mayo de 2009. Terminator Salvation: The Ride ocupó el sitio que dejó la Psyclonepero con elementos completamente diferentes, como túneles, fuego y niebla, efectos de audio y sonido en los trenes. El 9 de enero de 2011, Terminator Salvation se renombró como "Apocalypse", para ahorrar dinero, y los efectos de audio fueron eliminados. La mala noticia del año se dio cuando en agosto de 2008 un joven de 20 años entró al área restringida bajo la Ninja para recuperar una gorra, un tren del juego le golpeó la cabeza y murió horas más tarde en un hospital.

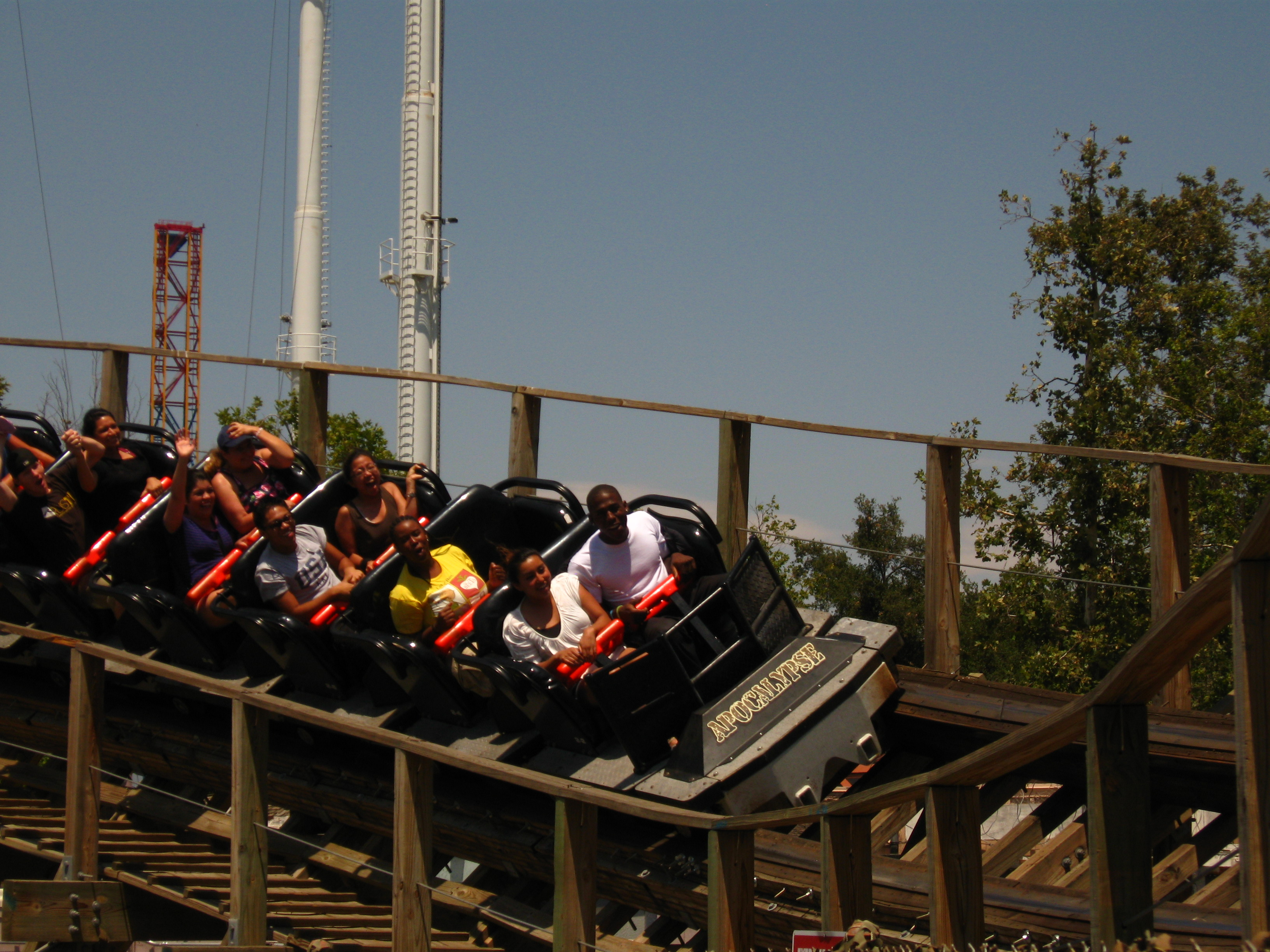
La montaña rusa de madera "Terminator: Salvation" que fue rebautizada como Apocalypse.

### 2010-presente
El 29 de mayo de 2010, la montaña rusa Mr. Six's Dance Coaster se suponía que debía ser inaugurada pero no lo hizo sino hasta 2011 con el nombre de Road Runner Express. La cual pertenecía a Six Flags New Orleans, parque que resultó muy dañado por el huracán Katrina y jamás pudo volver a operar. El mismo día, Mr. Six’s Splash Island abrió en el parque acuático. Luego se anunció que la Superman The Escape iba a ser rediseñada.
El 20 de octubre de 2010, Six Flags Magic Mountain oficialmente anunció sus planes para el 2011 luego de que un video se filtrara seis días antes. Además de la ianguración de la Road Runner Express, se indicó cuales serían los cambios que reviviría Superman The Escape. El tercer y último anunció del día fue la construcción de una totalmente nueva montaña rusa bajo el nombre de Green Lantern: First Flight para abrir en julio de 2011 as Magic Mountain's como la montaña rusa número 18 del parque dándole el título del parque con más montañas rusas en el mundo.
A finales de 2010, Six Flags inició el proceso de remover licencias de las atracciones que llevaban nombres de franquicias que no pertenecen a Time Warner y Warner Bros. Por lo que terminaron los contratos con Terminator y Thomas the Tank Engine. Terminator Salvation: The Ride will be renamed and rethemed into Apocalypse beginning 8 de enero de 2011. Thomas Town ahora se llamaría Whistlestop Park para la temporada de 2011.
El 18 de enero de 2011, el periódico LA Times informó de que se consideraba decorar algunas áreas del parque con elementos de DC Comics. Como la nueva Green Lanterniba ser colocada en Gotham City Backlot, Gotham City iba a ser transformada en DC Universe. Por lo que Grinder Gearworks se convirtió en "Wonder Woman: Lasso Of Truth" y Atom Smasher en "The Flash: Speed Force".

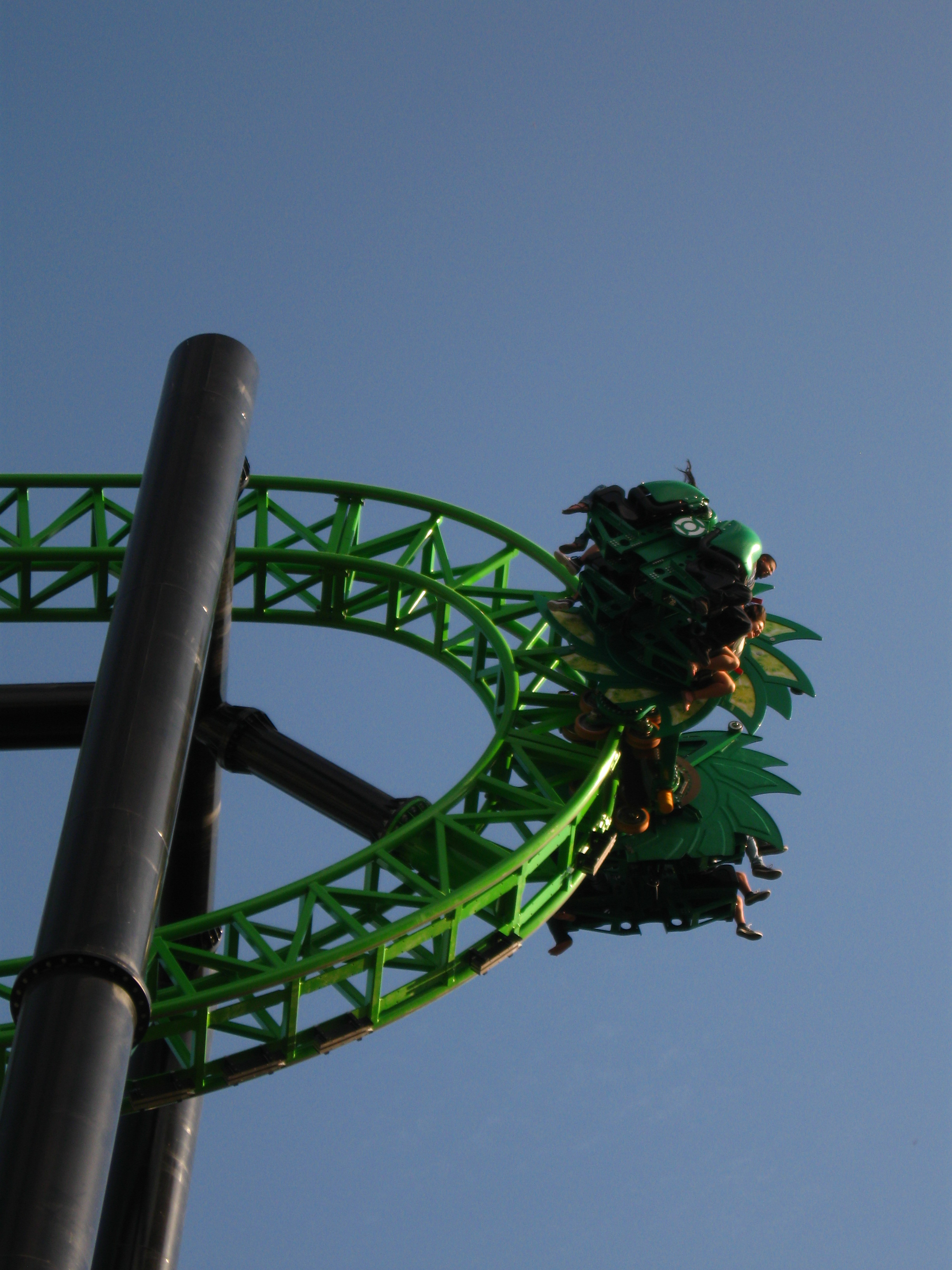
Una de las pocas que existen de su tipo lleva al público a experimentar giros y fuerzas G extraordinarias.

En agosto de 2011, varios medios de comunicación comenzaron a reportar que Six Flags New England iba a recibir la Déjà Vu fr Six Flags Magic Mountain, como su nueva atracción del 2012, por lo que Déjà Vu fue desmantelada y ensamblada en este parque como Goliath.
El primero de septiembre de 2011, Six Flags Magic Mountain anunció que habría una nueva atracción para el 2012 Lex Luthor: Drop of Doom. Una atracción de caída libre ensamblada a ambos lados de la inmensa torre de la Superman Escape from Krypton convirtiéndola en la atracción de caída libre más alta del mundo con una caída libre de 400 pies desde la punta hasta el suelo. Un día después de esto, Six Flags anunció en su página de Facebook que la Déjà Vu sí sería removida. "
En preparación para la celebración anual de Halloween y su Festival del Terror, el Log Jammer fue cerrado y demolido sin razón aparente desapareciendo otra de las atracciones originales del parque.

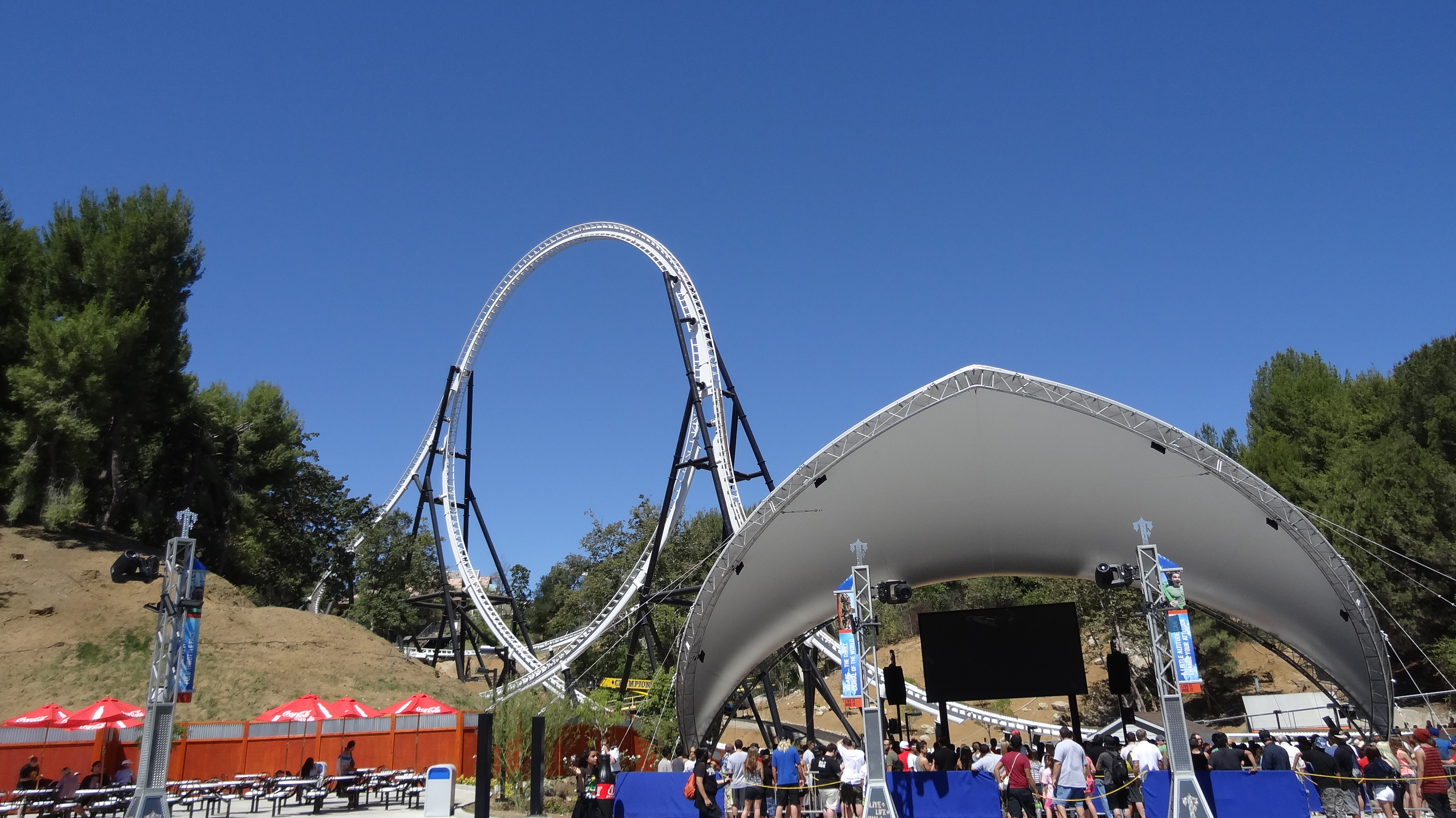
Full Throttle en 2013

En agosto de 2012, Six Flags Magic Mountain anunció lo que se venía rumoreando, una nueva montaña rusa, la Full Throttle para abrir en 2013. Convirtiéndose nuevamente en el parque con más montañas rusas del mundo superando a Cedar Point.
El 29 de agosto de 2013, Six Flags Magic Mountain anunció oficialmente que Batman: The Ride y Colossus correrían al revés por un periodo limitado durante el 2014. Bugs Bunny World recibiría una renovación, eliminando el enorme árbol falso que estaba a la entrada del área y se construiría una nueva montaña rusa familiar con tema de Speedy González. El 8 de abril de 2014, Six Flags Magic Mountain anunció que ese año el parque tendría por primera vez Holiday in the Park, un evento de Navidad en el parque.
En el verano de 2014 el parque colocó anuncios para promocionar la atracción Bonzai Pipelines, toboganes para el parque acuático, Hurricane Harbor, junto con el cierre de la Colossus el 16 de agosto de 2014. El 28 de agosto de 2014, Six Flags anunció Rocky Mountain Construction la conversión de la Colossus a Twisted Colossus. Atracción que abrió al público el día 23 de mayo de 2015. El cambio consistió en convertirla en una de esas montañas rusas híbridas donde se respeta la estructura de madera pero se combina con acero para darle estabilidad y nuevos elementos como giros de 360 grados. Se eliminó la doble estación, sin embargo se hace el recorrido dos veces, de manera que los trenes siguen jugando carreras.
El 3 de septiembre de 2015, el parque anunció la renovación de Revolution con pintura de colores diferentes, azul y blanco, el mejoramiento de los trenes eliminando los controversiales arneses de los hombros además de utilizar la tecnología de realidad virtual al hacer convenio con Samsung para usar sus Galaxy 7 y Galaxy Gear para crear junto con la experiencia un paseo virtual.
El primero de septiembre de 2016, se anunció la atracción nueva para el 2017, Justice League: Battle for Metropolis la cual se construye frente a la Riddler's Revenge, debido a la nueva atracción toda la zona se está remodelando, lo cual era ya muy necesario.
En agosto de 2017 el parque anunció la construcción de un juego conocido como Zamperla Un péndulo gigante en una nueva zona redecorada como playa, cera de la zona DC Universe. Anunciado como el más alto de su tipo, bautizado como CraZanity eleva a los visitantes hasta una altura de 52.4 m y Velocidades de 120.7 kmh.
En agosto de 2018, se anunció una nueva montaña rusa, West Coast Racers dePremier Rides que incluye la renovación de la zona Cyclone Bay para convertirla en una área urbana estilo Los Ángeles.
Para la temporada de 2019 se anunció la construcción de una nueva montaña rusa con el nombre se West Coast Racers. Consiste en una sola vía que corre paralela a la misma, es decir, el mismo recorrido dos veces, saliendo de la estación, realizando el recorrido y luego los trenes vuelven a una subestación adyacente a la principal pero los pasajeros no desembarcan, compiten en carrera con el tren que vaya a salir de la estación. Esta atracción se anunció para el verano de 2019, pero no logró terminarse y para el mes de julio aún faltaba más de la mitad por construir. Habiendo incertidumbre de cuándo abrirá.

## Áreas temáticas
Actualmente el parque se encuentra dividido en 9 áreas temáticas – cada zona tiene juegos icónicos según la decoración, al igual que restaurantes y atracciones decoradas de acuerdo al tema.
| Área                  | Descripción |
| --------------------- | --- |
| Full Throttle Plaza   | Comienza en la entrada del parque, tiene algunas tiendas de regalos, dulces y pasteles. |
| Baja Ridge            | Zona sur del parque con temas del desierto y fachadas del México de la revolución. Viper y Revolution están en esta zona. |
| Cyclone Bay           | Decorada como si fuera una zona pesquera. Era la zona donde se encontraba la demolida Psyclone. Tiene la montaña rusa Apocalypse: The Ride como su principal atracción. |
| DC Universe           | Está decorada como si se entrara en una revista de cómics con colores tan vivos que parece un dibujo. Batman: The Ride se encuentra aquí. |
| Samurai Summit        | Todo el folclore de la cultura japonesa con tres montañas rusas, aunque Superman: Escape from Krypton tiene la decoración del superhéroe, aunque Ninja y Tatsu si están decoradas al estilo japonés. |
| Rapids Camp Crossing  | Un campo de aventura donde la atracción principal son los rápidos Roaring Rapids. |
| Screampunk District   | Juegos de feria y tres de las montañas rusas más grandes del parque. Además de la atracción Lex Luthor: Drop of Doom. |
| High Sierra Territory | Decorado para parecerse a alguno de los grandes bosques nacionales de california, los visitantes disfrutan de atracciones para toda la familia. - Bugs Bunny World Es el lugar de residencia de los Looney Tunes por ser el área infantil, con una colección increíble de atracciones para niños. - Whistlestop Park Es un paseo en tren a través de preciosos paisajes diseñados para toda la familia. |
| Metropolis            | Inspirado en las películas de acción de Batman, los visitantes disfrutan de Riddler's Revenge, pueden refrescarse en Tidal Wave o pueden disfrutar de espectáculos en vivo en el teatro. Aunque la pieza central es Riddler's Revenge, aquí se encuentra Gold Rusher, la primera montaña rusa del parque.                                                                                               |
| Full Throttle Plaza   | Inspirado en un estilo de vida extremo, esta área tiene parrilladas al aire libre, un bar de deportes, tienda de regalos y conciertos. Como atracción principal, la montaña rusa Full Throttle. |

## Atracciones
Lista de las atracciones actuales y pasadas del parque.

### Montañas rusas
| Nombre                         | Año de inauguración | Fabricante                      | Área temática       | Intensidad                                              | Requerimientos de estatura                           | Descripción |
| ------------------------------ | ------------------- | ------------------------------- | ------------------- | ------------------------------------------------------- | ---------------------------------------------------- | --- |
| Apocalypse: The Ride           | 2009                | Great Coasters International    | The Underground     | Moderada                                                | 122 cm                                               | Montaña rusa de madera con curvas muy torcidas y divertidas; antes se llamaba "Terminator Salvation: The Ride" (2009–2010)                                                      |
| Batman: The Ride               | 1994                | Bolliger & Mabillard            | DC Universe         | Máxima                                                  | 137 cm                                               | Asientos sin fondo que viajan por debajo de la vía, tiene 5 inversiones y curvas pronunciadas.                                                                                  |
| Canyon Blaster                 | 1999                | Miler Coaster Company           | Bugs Bunny World    | Baja                                                    | 84 cm para subir acompañado. 91 cm para subir solo   | Junior roller coaster. |
| Full Throttle                  | 2013                | Premier Rides                   | Full Throttle Plaza | Máxima                                                  | 137 cm                                               | Una montaña rusa con tres zonas de lanzamiento. |
| Gold Rusher                    | 1971                | Arrow Development               | The Boardwalk       | Moderada                                                | 122 cm                                               | Los visitantes giran suben y bajan alrededor del área montañosa del parque en la primera montaña rusa que construyeron.                                                         |
| Goliath                        | 2000                | Giovanola                       | Screampunk District | Máxima                                                  | 122 cm                                               | Para los que se atreven a bajar por la inmensa caída de 77,7 metros hacía un túnel bajo tierra y con giros tan cerrados a una velocidad de 136,8 kilómetros por hora.           |
| Green Lantern: First Flight    | 2011                | Intamin AG                      | DC Universe         | Máxima                                                  | 132 cm                                               | El público gira hacia adelante o hacia atrás en este modelo compacto de una montaña rusa de 4 dimensiones.                                                                      |
| Magic Flyer                    | 1971                | Bradley and Kaye                | Bugs Bunny World    | Baja                                                    | Sin restricción mínima pero si una máxima de 137 cm. | Con forma de tren forma un óvalo. Se llamaba Goliath Jr." (2001–2007) y "Percy's Railway" (2008–2010)                                                                           |
| Ninja                          | 1988                | Arrow Dynamics                  | Samurai Summit      | Moderada                                                | 107 cm                                               | Carros que se balancean bajo las vías a través del terreno montañoso del parque por encima de la punta de los árboles                                                           |
| Road Runner Express            | 2011                | Vekoma                          | Bugs Bunny World    | Moderada                                                | 91 cm                                                | Montaña rusa de corta duración para toda la familia. |
| Scream!                        | 2003                | Bolliger & Mabillard            | Screampunk District | Máxima                                                  | 137 cm                                               | Trenes sin fondo donde los visitantes viajan con los pies colgando sobre las vías por siete inversiones.                                                                        |
| Speedy Gonzales Hot Rod Racers | 2014                | Zamperla                        | Bugs Bunny World    | 91 cm acompañado de un adulto. 107 cm para montar solo. |                                                      | |
| Superman: Escape from Krypton  | 1997                | Intamin AG                      | Samurai Summit      | Moderada                                                | 122 cm                                               | Se viaja de espaldas a una velocidad de 0 a 104 km/h en siete segundos para escalar una torre equivalente a 41 pisos de altura. Llamada antes Superman: The Escape (1997–2010). |
| Tatsu                          | 2006                | Bolliger & Mabillard            | Samurai Summit      | Máxima                                                  | 137 cm                                               | Con las vías por encima de los trenes, los visitantes van tumbados todo el tiempo.                                                                                              |
| The New Revolution             | 1976                | Schwarzkopf                     | Baja Ridge          | Moderada                                                | 122 cm                                               | Primera montaña rusa en tener una inversión moderna. |
| The Riddler's Revenge          | 1998                | Bolliger & Mabillard            | Metropolis          | Máxima                                                  | 137 cm                                               | Los visitantes viajan a través de seis inversiones. |
| Twisted Colossus               | 1978                | International Amusement Devices | Screampunk District | Moderada                                                | 122 cm                                               | Montaña rusa de madera con dobles vías paralelas. |
| Viper                          | 1990                | Arrow Dynamics                  | Baja Ridge          | Máxima                                                  | 137 cm                                               | Los visitantes son puestos de cabeza en 7 ocasiones con velocidades de 70 mph (112,7 km/h)                                                                                      |
| X²                             | 2002                | Arrow Dynamics                  | Baja Ridge          | Máxima                                                  | 122 cm                                               | Las personas experimentan cómo sus asientos giran 360 grados de un lado a otro. Conocida antes como "X" (2002–2007).                                                            |